# Cleyera velutina
Cleyera velutina là một loài thực vật có hoa trong họ Pentaphylacaceae. Loài này được B.M.Barthol. mô tả khoa học đầu tiên năm 1988.